# Лазар Горленко
Горле́нко Ла́зар Федорович (? — 1687) — козацький політичний діяч. Полковник Прилуцького козацького полку (1658, 1661—1662, 1664—1668, 1672—1677, 1680—1687). Засновник старшинської та шляхетської родини Горленків.

## Біографія
У 1649 році  вказаний як реєстровий козак Прилуцької полкової сотні Прилуцького козацького полку.
Наказний полковник Прилуцького полку (1659, 1678, 1680).
У 1666 році  мав під Прилуками млин.
Полковий суддя Прилуцького полку (1671, 1678).
Полковник Прилуцький (1658, 1661–1662, 1664–1668, 1672–1677, 1680–1687).
Брав участь у змові Петра Рославця, але потім замирився з І. Самойловичем і навіть посвоячився з ним.
Брав участь у обороні Медвина від польсько-козацького війська. Цар, Олексій Михайлович у 1665 році  за великі військові заслуги перед Московською державою надає Лазарю Горленко шляхетство і дарує йому с. Ольшана Прилуцького полку.
(Москва, 1665 р., листопада 17).
У 1664 році  отримав від гетьмана Івана Брюховецького частину доходу з млина Іванишина (в Переволочній), та з двох млинів в Прилуках і Смоші.
У 1665 році  гетьман Іван Брюховецький, відправляє полковника Горленка під Київ, для допомоги московським військам. В тому ж році, відправлений гетьманом до Москви разом з полоненими поляками та листами від гетьмана.
У 1678 році  гетьман Іван Самойлович, підтверджує надані царем у 1665 році права на с. Ольшану, що було затверджено гетьманським універсалом.
У 1682 році  отримав від гетьмана універсал на млин в с. Падище. На той час володів селами Колюжинці, Сезьки та Бірки.
У 1687 році  під час Кримського походу вбитий козаками свого ж полку. Дізнавшись про Коломацький переворот, козаки вчинили бунт. Пораненого полковника разом з полковим суддею було кинуто у вогнище. Був похований 2 серпня того ж року між Кодаком та Самарою на річці Сурі. Над його могилою був насипаний великий курган, який став його надгробком.
15 вересня 1697 року  його залишки були перевезені до Густинського монастирю, й там перепоховані.

## Родина
Родоначальник роду Горленків. Батько Дмитра Горленка.
Від першої дружини мав дітей:
- Петро Лазарович -  помер раніше за батька, між 1685 та 1687 роками.
- Горленко Іван Лазарович – згадується коло 1686-1687 років.

Другою дружиною Лазаря Горленка була Єфросинія (померла в 1713 році). В 1690 році отримала царську грамоту на село Ольшане. Також володіла селом Сезьки (було відібрано в 1711 році). Мав від неї дітей:
- Степан Лазарович - згадується коло 1687-1690 років.
- Дмитро Лазарович - полковник Прилуцького козацького полку (1692-1708).
- Агапія Лазарівна Ракович – одружена з Семеном Раковичем, прилуцьким полковим писарем (1672-1685).